# Black 'n Roll
Black 'n Roll is een Frans merk dat de Solex-bromfietsen opnieuw produceert.
In 2005 werd bekendgemaakt dat het merk Solex nieuw leven werd ingeblazen door het Franse bedrijf Mopex. Daar worden gewoon de oude modellen opnieuw geproduceerd, maar om juridische redenen onder de merknaam Black 'n Roll.